# Okrug Lea, Novi Meksiko
| Lea                                                        |                              |
| Zemljovid Novog Meksika s označenim okrugom Leaom.         |                              |
| Zemljovid SAD s označenom saveznom državom Novim Meksikom. |                              |
| Osnovan:                                                   | 17. ožujka 1917.             |
| Sjedište:                                                  | Lovington                    |
| Najveće naselje:                                           | Hobbs                        |
| Površina:                                                  | 11.380 km2                   |
| Br. stanovnika (2010.):                                    | 64.727                       |
| Kongresni okrug:                                           | 2.                           |
| Vremenska zona:                                            | Stjenjačko vrijeme: UTC-7/-6 |
| Službene stranice:                                         | http://www.leacounty.net/    |

Lea, okrug na krajnjem jugoistoku Novog Meksika. Nastao je 1917. godine od dijelova okruga Eddy i Chaves koji se nalaze njemu na zapadu, a ime je dobio po Josephu Callowayu Lei, osnivaču Roswella čija se obitelj doselila iz Tennesseeja.
Okrug se prostire na 4.394 četvornih milja (11.380 km²) i ima 64.727 stanovnika (2010). Okružno središte je Lovington, najveći grad je Hobbs, a najstariji Monument. Pripada 2. kongresnom okrugu Novog Meksika.

## Topografija
Okrug karakterizira ravničast kraj na prosječnoj nadmorskoj visini od 4.000 stopa (1.200 metara). Tri puta je veći od Rhode Islanda, i tek nešto manji od Connecticuta. Tlo je plodno i bogato prirodnim hranjivim tvarima kao što su kalij, kalcij i magnezij, te pruža uvjete za uzgoj mnogo različitih kultura.

## Klima
Klima je umjerena. Od lipnja do rujna česti su pljuskovi i oluje, a jači vjetrovi mogu se javljati od veljače do svibnja. Zime s temperaturama ispod 0 ne traju dugo, a i razorni vjetrovi su rijetki.

## Naselja
- Buckeye, osnovan 1939.
- Caprock, osnovan 1913.
- Eunice, osnovan 1909.
- Hobbs, osnovan 1910.
- Humble City, osnovan 1930.
- Jal, osnovan 1910.
- Knowles, osnovan 1903.
- Lovington, osnovan 1908.
- McDonald, osnovan 1912.
- Maljamar, osnovan 1926.
- Monument, osnovan 1900.; najstariji je grad u okrugu
- Oil Center, osnovan 1937.
- Tatum, osnovan 1909.

## Stanovništvo
Prema podatcima popisa 2010. u Lei je bilo 64 727 stanovnika, 22 236 kućanstava od čega 16 260 obiteljskih, a stanovništvo po rasi bili su 75,0% bijelci, 4,1% "crnci ili afroamerikanci", 1,2% "američki Indijanci i aljaskanski domorodci", 0,5% Azijci, 0,1% havajskih domorodaca i ostalih tihooceanskih otočana, 16,6% ostalih rasa, 2,6% dviju ili više rasa. Hispanoamerikanaca i Latinoamerikanaca svih rasa bilo je 51,1%.

## Vanjske poveznice
- Postal History Poštanski uredi u okrugu Lei, Novi Meksiko